# Utopia (EP)
Utopia é o segundo extended play (EP) da cantora e compositora estoniana Kerli. A artista começou a trabalhar no seu segundo material de estúdio em 2009 e após o finalizar em 2012, doze faixas do então álbum vazaram na Internet, fazendo com que metade do trabalho fosse lançado como um EP com as canções já disponíveis ao público. Utopia foi lançado em 19 de março de 2013 pela gravadora Island.
Diferentemente da música melancólica do álbum de estreia de Kerli, Love Is Dead, o EP possui uma mensagem positiva inspirada na transformação espiritual que a artista passou durante a elaboração do Utopia e seu tema é a "busca por felicidade e amor". O portal Allmusic fez uma crítica positiva ao material pela positividade contida nas canções. Nos Estados Unidos, o EP estreou no número 196 da tabela musical Billboard 200 e obteve sua melhor posição na Dance/Electronic Albums ao atingir o nono lugar, enquanto na Estônia ficou no décimo lugar da R2 Eesti müügitabel. A música do trabalho distribuída como single, "The Lucky Ones", alcançou o topo da Hot Dance Club Songs. Utopia foi indicado a Álbum de Pop do Ano1 na edição de 2014 dos Eesti Muusikaauhinnad.

## Antecedentes e desenvolvimento
Em setembro de 2008, durante a divulgação do seu álbum de estreia Love Is Dead na Estônia, Kerli revelou ter começado a elaborar canções para seu segundo disco. No primeiro semestre de 2009, a cantora cancelou sua turnê agendada com o grupo finlandês The Rasmus a pedido da sua gravadora para dar início ao projeto em estúdio. Para este trabalho, a estoniana passou a compor, produzir e programar mais da metade das gravações no estúdio da sua própria casa em Los Angeles, Califórnia, além de trabalhar com outros produtores em diferentes locais. Durante o processo criativo do material, a artista fez pesquisas em livros para encontrar termos conceituais para as canções em desenvolvimento. Inicialmente, ela tinha em mente um tema militar, ideia que consequentemente se tornou na faixa "Army of Love". Em 2012, a artista trabalhou com a dupla de produção e composição sueca SeventyEight nos Westlake Recording Studios de Los Angeles e em Estocolmo. Sobre os músicos, ela comentou se sentir confortável durante a parceria deles e chamou os profissionais de suas "almas gêmeas da composição", afirmando: "Quando nós estávamos juntos em estúdio, a energia era cheia de eletricidade (...)" A colaboração resultou nas faixas "Can't Control the Kids", "The Lucky Ones", "Love Me or Leave Me" e "Here and Now", além de "Zero Gravity", que foi lançada naquele ano como um single promocional do trabalho, mas não entrou na lista de faixas final.
Em maio, a estoniana postou na sua conta do Twitter que a fase de masterização do disco estava pronta. Em novembro, o título do material foi revelado como Utopia. Em dezembro, prévias de doze faixas da obra vazaram na Internet através do serviço de vídeos YouTube, seguidas do vazamento completo das faixas na rede em alta qualidade. A liberação ilegal das faixas fez com que o projeto integral fosse adiado e, em janeiro de 2013, Kerli concedeu uma entrevista à revista Glamour, na qual divulgou o lançamento do extended play (EP) Utopia para março seguinte com as músicas já disponíveis ao público. Sobre o ocorrido, Kerli comentou que havia planos para a distribuição de um álbum inteiro e o Utopia seria uma parte dele, enquanto a outra poderia ser lançada no futuro. Quando entrevistada pelo jornal Eesti Ekspress a respeito da demora para lançar um material novo desde Love Is Dead, de 2008, ela atribuiu a razão às regras da sua gravadora, que implicam na liberação de um lançamento no qual possam investir.

### Arte de capa
Em fevereiro de 2013, a cantora fez a sessão de fotos para a capa do EP. A fotografia foi realizada por Brian Ziff, enquanto a arte foi encarregada por Natalie Shau. Formada a partir de um "conceito futurista", Kerli comentou que "a visão geral para o Utopia foi algo como a mistura entre fantasia, o futuro e a China Antiga (...)" e sua intenção com a imagem é capturar "a energia superpositiva da música".

## Música
"No Utopia, eu misturo batidas fortes com elementos etéreos enquanto tento manter bastante o foco nas letras. Se você desmontar qualquer uma dessas canções apenas à voz e ao piano, terá uma música verdadeira. Isso foi muito importante para mim. Utopia também é pura energia positiva e eu quis criar algo que engrandeça as pessoas."

— Kerli sobre o Utopia, em entrevista ao jornal U-T San Diego.
Kerli comentou que após escrever seu álbum de estreia Love Is Dead com letras depressivas, passou por uma forte transformação espiritual ao meditar e se sentiu bem ao decorrer do tempo. Ela afirmou que o EP é "bastante positivo" e o tema dele é sua "busca por felicidade e amor", acrescentando: "Eu não acredito que algo seja mais importante na vida além do amor e se você se sente ótimo e é feliz, tudo se resume à energia e ao crescimento pessoal (...)" A artista afirmou que sua intenção com a música do Utopia é inspirar seus jovens ouvintes após se conscientizar de que serve como uma "voz" a eles.
A primeira faixa do Utopia, "Can't Control the Kids", é sobre o poder exercido pelos jovens através da tecnologia. A cantora comentou a respeito: "Todo mundo com um laptop pode fazer algo incrível e compartilhá-lo com o resto do mundo. Todo mundo pode ser ouvido. Esse é o tipo de energia rebelde e intensa que eu estava tentando canalizar." A segunda, "The Lucky Ones", é uma música de electropop com batidas de eletronic dance music (EDM) e trance. A inspiração da obra surgiu após um amigo da estoniana encontrar a cura para um câncer que até então parecia irreversível, mas foi logo tratado, fazendo com que Kerli acreditasse em milagres e escrevesse uma canção pessoal. "Love Me or Leave Me" é uma balada, enquanto "Sugar" é uma música de synthpop. "Chemical", a última faixa do EP, é um número acústico tocado em piano e cordas. Suas letras envolvem estar apaixonado e incluem os versos "Este amor é mais do que químico/É incomum e eu quero mais"2.

## Recepção crítica
O redator do portal Allmusic David Jeffries deu três estrelas e meia de um total de cinco ao Utopia, chamando o EP de "ótimo, ousado e disperso". Jeffries observou que o EP seria originalmente o segundo álbum de Kerli e o material extra explicaria a mudança da artista de "gótica à grand dame", mas apontou que a estoniana soa mais convincente com músicas positivas como "The Lucky Ones".

## Desempenho nas tabelas musicais
Na data referente a 6 de abril de 2013, Utopia estreou nos Estados Unidos no número 196 da tabela musical Billboard 200 e também atingiu a nona colocação da lista Dance/Electronic Albums. Na Estônia, o EP estrou no número dez da R2 Eesti müügitabel na 23.ª semana de 2013, voltando ao mesmo lugar nas 26.ª e 27.ª semanas consequentes.
| Tabela (2013)                            | Melhor posição |
| ---------------------------------------- | -------------- |
| Estados Unidos (Billboard 200)           | 196            |
| Estados Unidos (Dance/Electronic Albums) | 9              |
| Estônia (R2 Eesti müügitabel)            | 10             |

## Divulgação
"The Lucky Ones" foi lançada como single do EP em 29 de outubro de 2012. A canção atingiu o topo da tabela Hot Dance Club Songs e o número doze da Dance/Electronic Songs, ambas da revista Billboard dos Estados Unidos. Seu vídeo acompanhante foi dirigido por Ethan Chance. Em 16 de abril de 2013, Kerli cantou e tocou "Love Me or Leave Me" ao piano no programa televisivo Dancing with the Stars durante a coreografia contemporânea de Tyne Stecklein e Jeremy Hudson, elaborada por Stacey Tookey e que consistia nos competidores fazendo passos no topo e ao redor do instrumento posicionado acima de uma pista de dança giratória. De acordo com a revista Vibe, a estoniana foi a primeira artista de música eletrônica a se apresentar no programa. Na edição de 4 de maio da Dance/Electronic Songs, "Love Me or Leave Me" entrou no número 31 da lista.

## Lista de faixas
| N.º            | Título                   | Compositor(es)                          | Produtor(es)     | Duração |  |
| 1.             | "Can't Control the Kids" | Svante Halldin Jakob Hazell Kerli Kõiv  | SeventyEight     | 3:08    |  |
| 2.             | "The Lucky Ones"         | Halldin Hazell Kõiv                     | SeventyEight     | 3:54    |  |
| 3.             | "Love Me or Leave Me"    | Halldin Hazell Kõiv                     | SeventyEight     | 4:09    |  |
| 4.             | "Sugar"                  | Kõiv Danny Taylor David "Switch" Taylor | Switch           | 3:25    |  |
| 5.             | "Here and Now"           | Halldin Hazell Kõiv                     | SeventyEight     | 3:48    |  |
| 6.             | "Chemical"               | Kõiv                                    | Kerli Brian Ziff | 2:46    |  |
| Duração total: | Duração total:           | Duração total:                          | Duração total:   | 21:10   |  |

| Faixa bônus |                                       |              |         |  |
| N.º         | Título                                | Produtor(es) | Duração |  |
| 7.          | "The Lucky Ones" (Syn Cole vs. Kerli) | Syn Cole     | 3:06    |  |

## Histórico de lançamento
| País           | Data                | Formato          | Gravadora |
| -------------- | ------------------- | ---------------- | --------- |
| Brasil         | 19 de março de 2013 | Download digital | Island    |
| Estados Unidos | 19 de março de 2013 | Download digital | Island    |
| Estônia        | 19 de março de 2013 | Download digital | Island    |
| Moçambique     | 19 de março de 2013 | Download digital | Island    |
| Portugal       | 19 de março de 2013 | Download digital | Island    |
| Estônia        | 13 de maio de 2013  | CD               | Island    |